# Толчеречье
Толчере́чье (чув. Толча) — посёлок в Шенталинском районе Самарской области, входит в Сельское поселение Туарма.

## История
Посёлок Толчеречье был основан в 1929 году, одновременно был образован колхоз «Социализм». Все архивные данные о посёлке хранятся в архивах Челно-Вершинского и Шенталинского районов, а также в архивах Самарской губернии.